# Baraboo
Baraboo ist eine Stadt (mit dem Status City) und Verwaltungssitz des Sauk County im US-amerikanischen Bundesstaat Wisconsin. Das U.S. Census Bureau ermittelte bei der Volkszählung 2020 eine Einwohnerzahl von 12.556.
Baraboo ist Hauptsitz der International Crane Foundation, einer wissenschaftlichen Organisation, die sich der Erforschung und dem Schutz der 15 Kranicharten widmet.

## Geografie
Baraboo liegt im mittleren Südwesten Wisconsins beiderseits des Baraboo River, der über den Wisconsin River zum Stromgebiet des Mississippi gehört.
Die geografischen Koordinaten von Baraboo sind 43°28′07″ nördlicher Breite und 89°44′29″ westlicher Länge. Das Stadtgebiet erstreckt sich über eine Fläche von 19,35 km² und wird fast vollständig von der Town of Baraboo umgeben, ohne dieser anzugehören.
Nachbarorte von Baraboo sind Lake Delton (17,9 km nördlich), Wisconsin Dells (20,9 km nördlich), Merrimac (17 km südöstlich), Bluffview (13,5 km südlich), Prairie du Sac (25,2 km südlich), West Baraboo (an der westlichen Stadtgrenze), North Freedom (13,1 km westlich) und Rock Springs (15,1 km westlich).
Die nächstgelegenen größeren Städte sind La Crosse (159 km westnordwestlich), Eau Claire (221 km nordwestlich), Wausau (196 km nördlich), Appleton (170 km nordöstlich), Green Bay am Michigansee (218 km nordöstlich), Wisconsins größte Stadt Milwaukee (192 km ostsüdöstlich), Wisconsins Hauptstadt Madison (68,4 km südsüdöstlich), Rockford in Illinois (172 km in der gleichen Richtung) und Cedar Rapids in Iowa (282 km südwestlich).

## Verkehr
Der vierspurig ausgebaute U.S. Highway 12 verläuft in Nord-Süd-Richtung durch den Westen des Stadtgebiets von Baraboo. Daneben treffen die Wisconsin State Highways 33, 113 und 123 im Zentrum von Baraboo zusammen. Alle weiteren Straßen sind untergeordnete Landstraßen, teils unbefestigte Fahrwege sowie innerörtliche Verbindungsstraßen.
In Nordwest-Südost-Richtung führt eine Eisenbahnlinie für den Frachtverkehr der Wisconsin and Southern Railroad (WSOR) durch das Stadtgebiet von Baraboo.
Mit dem Baraboo–Wisconsin Dells Airport befindet sich 9,6 km nordnordwestlich ein kleiner Flugplatz. Die nächsten Verkehrsflughäfen sind der La Crosse Regional Airport (160 km westnordwestlich), der Dubuque Regional Airport in Dubuque, Iowa (179 km südsüdwestlich) und der Dane County Regional Airport in Madison (73,7 km südöstlich).

## Geschichte
Das heute als Baraboo bekannte Gebiet wurde erstmals 1838 von Abe Wood besiedelt und war als „Adams Village“ bekannt. 1846 wurde es Sitz der Verwaltung des Sauk County. 1852 erfolgte die Umbenennung in „Baraboo“. Dieser Name wird seit 1882 offiziell verwendet.
Wegen seiner Lage nahe den Flüssen Baraboo und Wisconsin gab es zu Beginn der Stadtgeschichte mehrere Sägemühlen. Im 19. Jahrhundert war die Stadt Hauptquartier mehrerer Zirkusse, so auch des Ringling Brothers Circus, und wurde weithin als Circus City bekannt.
Baraboo ist Namensgeber für die Baraboo Synklinale, einer doppelt gestauchten, asymmetrischen Synklinale aus dem Proterozoikum und dem dort abgebauten Baraboo-Quarzit. Die naheliegenden Baraboo Hills werden wegen ihrer einzigartigen Gesteinsformationen, Pflanzen und Tierwelt von der Naturschutzorganisation The Nature Conservancy als einer der Last Great Places ‚einer der letzten besonderen Orte‘ aufgelistet.

## Bevölkerung
Nach der Volkszählung im Jahr 2010 lebten in Baraboo 12.048 Menschen in 5161 Haushalten. Die Bevölkerungsdichte betrug 622,6 Einwohner pro Quadratkilometer. In den 5161 Haushalten lebten statistisch je 2,26 Personen.
Ethnisch betrachtet setzte sich die Bevölkerung zusammen aus 94,0 Prozent Weißen, 1,3 Prozent Afroamerikanern, 1,0 Prozent amerikanischen Ureinwohnern, 0,5 Prozent Asiaten, 0,1 Prozent Polynesiern sowie 1,5 Prozent aus anderen ethnischen Gruppen; 1,6 Prozent stammten von zwei oder mehr Ethnien ab. Unabhängig von der ethnischen Zugehörigkeit waren 3,7 Prozent der Bevölkerung spanischer oder lateinamerikanischer Abstammung.
23,8 Prozent der Bevölkerung waren unter 18 Jahre alt, 60,6 Prozent waren zwischen 18 und 64 und 15,6 Prozent waren 65 Jahre oder älter. 50,9 Prozent der Bevölkerung waren weiblich.
Das mittlere jährliche Einkommen eines Haushalts lag bei 47.886 USD. Das Pro-Kopf-Einkommen betrug 23.338 USD. 10,9 Prozent der Einwohner lebten unterhalb der Armutsgrenze.

## Personen die mit der Stadt in Verbindung gebracht werden

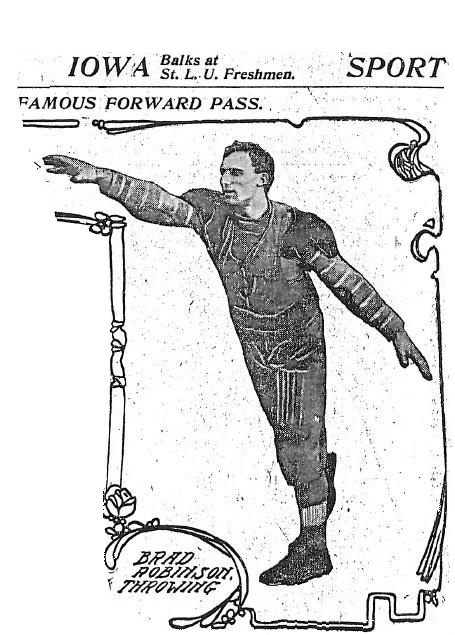
Foto der St. Louis Post-Dispatch mit Bradbury Robinson, dem Werfer des ersten legalen Vorwärtspasses in der Geschichte des American Football 1906

- Tiny Cahoon, Football-Spieler in der NFL,
- John J. Jenkins (1843–1911), Delegierter für Wisconsin im US-Repräsentantenhaus,
- Aldo Leopold (1887–1948), Forstwissenschaftler, Wildbiologe, Jäger und Ökologe, gilt als einer der Gründer der Naturschutzbewegung,
- Daryl Morey, General Manager der Houston Rockets,
- Mike Reinfeldt, American-Football-Spieler und -Funktionär
- John Ringling North, Besitzer des Ringling Bros. and Barnum & Bailey Circus,
- Bradbury Robinson, Werfer des ersten legalen Vorwärtspasses in der Geschichte des American Football.
- May Wood Simons (1876–1948), Frauenrechtlerin und Autorin
- Edwin Chapin Starks (1867–1932), Ichthyologe